# Bronshund
Bronshundar är arkeologiska fynd av tamhundar från europeisk bronsålder (ca 2500-700 fvt). Det första fyndet namngavs av den schweiziske zoologen Ludwig Heinrich Jeitteles (1830-1883) 1872 till Canis familiaris matris optimae. Under bronsåldern var denna typ utbredd över hela Mellaneuropa. P.g.a. sin flata panna utan pannfåra, frånvaro av markerat stop och med smalt, spetsigt nosparti har den tolkats som en föregångare till mellanstora herdehundar av schäfertyp.
Från Skandinavien under samma period finns få benfynd av hundar. I hällristningsområdet i Tanum finns det dock gott om hällristningar med hundar. Dessa har tolkats som spetsliknande pariahundar och förekommer mest i jaktscener. Från strax efter bronsåldern, 400 fvt, härrör ett hundfynd vid Hjortspringbåten på ön Als i Lilla Bält. Denna hund har tolkats som en grövre spets, inte olik grönlandshunden.
Under denna tid avbildades hundar av flera typer i det forntida Egypten, främst tesem.